# Elecciones al Congreso de los Diputados de 2015 (Madrid)
Las elecciones al Congreso de los Diputados de 2016 se celebraron en la Comunidad de Madrid el domingo 20 de diciembre, como parte de las elecciones generales convocadas por Real Decreto dispuesto el 26 de octubre de 2015 y publicado en el Boletín Oficial del Estado el día siguiente. Se eligieron los 36 diputados correspondientes a la circunscripción electoral de Madrid, mediante un sistema proporcional (método d'Hondt) con listas cerradas y un umbral electoral del 3%.

## Resultados
Los comicios depararon 15 escaños al Partido Popular, 8 escaños a la coalición Unidos Podemos, 7 escaños al Partido Socialista Obrero Español y 6 a Ciudadanos-Partido de la Ciudadanía. El escrutinio completo se detalla a continuación.
| Candidatura                                           | Candidatura                                           | Votos     | %                               | Escaños                         |
| ----------------------------------------------------- | ----------------------------------------------------- | --------- | ------------------------------- | ------------------------------- |
|                                                       | Partido Popular (PP)                                  | 1 210 219 | 33,44                           | 13                              |
|                                                       | Podemos (Podemos)                                     | 756 257   | 20,90                           | 8                               |
|                                                       | Ciudadanos-Partido de la Ciudadanía (Cs)              | 681 167   | 18,82                           | 7                               |
|                                                       | Partido Socialista Obrero Español (PSOE)              | 645 645   | 17,84                           | 6                               |
|                                                       | IU-UP                                                 | 190 193   | 5,26                            | 2                               |
| Unión Progreso y Democracia (UPyD)                    | Unión Progreso y Democracia (UPyD)                    | 43 508    | 1,20                            | 0                               |
| Partido Animalista Contra el Maltrato Animal (PACMA)  | Partido Animalista Contra el Maltrato Animal (PACMA)  | 28 322    | 0,78                            | 0                               |
| Vox (Vox)                                             | Vox (Vox)                                             | 22 643    | 0,63                            | 0                               |
| Coalición «X la Izquierda» (X IZDA)                   | Coalición «X la Izquierda» (X IZDA)                   | 4994      | 0,14                            | 0                               |
| Falange Española de las JONS (FE de las JONS)         | Falange Española de las JONS (FE de las JONS)         | 4579      | 0,13                            | 0                               |
| Recortes Cero-Grupo Verde (Recortes Cero-Grupo Verde) | Recortes Cero-Grupo Verde (Recortes Cero-Grupo Verde) | 4037      | 0,11                            | 0                               |
| Por un Mundo Más Justo (PUM+J)                        | Por un Mundo Más Justo (PUM+J)                        | 2870      | 0,08                            | 0                               |
| Partido Humanista (PH)                                | Partido Humanista (PH)                                | 1779      | 0,05                            | 0                               |
| Partido Comunista de los Pueblos de España (PCPE)     | Partido Comunista de los Pueblos de España (PCPE)     | 1742      | 0,05                            | 0                               |
| Partido Libertario (P-LIB)                            | Partido Libertario (P-LIB)                            | 1075      | 0,03                            | 0                               |
| Solidaridad y Autogestión Internacionalista (SAIn)    | Solidaridad y Autogestión Internacionalista (SAIn)    | 1137      | 0,03                            | 0                               |
| Votos en blanco                                       | Votos en blanco                                       | 18 751    | 0,52                            | n/a                             |
| Votos válidos                                         | Votos válidos                                         | 3 618 918 | 100,00                          | 36                              |
| Votos nulos                                           | Votos nulos                                           | 23 209    | Participación: \| \| 74,12 % \| | Participación: \| \| 74,12 % \| |
| Votantes                                              | Votantes                                              | 3 642 127 | Participación: \| \| 74,12 % \| | Participación: \| \| 74,12 % \| |
| Electores                                             | Electores                                             | 4 913 893 | Participación: \| \| 74,12 % \| | Participación: \| \| 74,12 % \| |
|                                                       | 74,12 %                                               |           |                                 |                                 |

## Diputados electos
Relación de diputados electos:
| N.º | Nombre                                 | Lista | Lista   |
| --- | -------------------------------------- | ----- | ------- |
| 1   | Mariano Rajoy Brey                     |       | PP      |
| 2   | Pablo Iglesias Turrión                 |       | Podemos |
| 3   | Albert Rivera Díaz                     |       | C’s     |
| 4   | Pedro Sánchez Pérez-Castejón           |       | PSOE    |
| 5   | María Soraya Sáenz de Santamaría Antón |       | PP      |
| 6   | Isabel García Tejerina                 |       | PP      |
| 7   | Carolina Bescansa Hernández            |       | Podemos |
| 8   | Francisco de la Torre Díaz             |       | C’s     |
| 9   | Meritxell Batet Lamaña                 |       | PSOE    |
| 10  | Cristóbal Ricardo Montoro Romero       |       | PP      |
| 11  | Íñigo Errejón Galván                   |       | Podemos |
| 12  | Álvaro María Nadal Belda               |       | PP      |
| 13  | Marta Rivera de la Cruz                |       | C’s     |
| 14  | Antonio Hernando Vera                  |       | PSOE    |
| 15  | Juan Carlos Vera Pró                   |       | PP      |
| 16  | Alberto Garzón Espinosa                |       | IU-UP   |
| 17  | Irene Montero Gil                      |       | Podemos |
| 18  | José Luis Ayllón Manso                 |       | PP      |
| 19  | Miguel Ángel Gutiérrez Vivas           |       | C’s     |
| 20  | Irene Lozano Domingo                   |       | PSOE    |
| 21  | María Teresa de Lara Carbó             |       | PP      |
| 22  | Rafael Mayoral Perales                 |       | Podemos |
| 23  | Patricia Isaura Reyes Rivera           |       | C’s     |
| 24  | María Carmen Álvarez-Arenas Cisneros   |       | PP      |
| 25  | Rafael Simancas Simancas               |       | PSOE    |
| 26  | Tania Sánchez Melero                   |       | Podemos |
| 27  | Teófilo de Luis Rodríguez              |       | PP      |
| 28  | Fernando Maura Barandiarán             |       | C’s     |
| 29  | María Luz Bajo Prieto                  |       | PP      |
| 30  | Pablo Bustinduy Amador                 |       | Podemos |
| 31  | Zaida Cantera de Castro                |       | PSOE    |
| 32  | José Ignacio Echániz Salgado           |       | PP      |
| 33  | Francisco Javier Hervías Chirosa       |       | C’s     |
| 34  | Sol Sánchez Maroto                     |       | IU-UP   |
| 35  | Belén Guerra Mansito                   |       | Podemos |
| 36  | Antonio Pablo González Terol           |       | PP      |